# Movimento Tradicionalista Gaúcho
O Movimento Tradicionalista Gaúcho (MTG) é uma entidade cívica, sem fins lucrativos, associativa, dedicada à preservação, resgate e desenvolvimento da cultura gaúcha. Compreende que o tradicionalismo é um organismo social de natureza nativista, cívica, cultural, literária, artística e folclórica.
Atualmente, existem críticas ao Movimento Tradicionalista Gaúcho quanto à sua legitimidade como arauto da cultura gaúcha.
O MTG encontra-se presente nos estados do Rio Grande do Sul, Mato Grosso, Mato Grosso do Sul, Paraná, Santa Catarina, Planalto Central (FTG-PC), Rio de Janeiro, Amazônia Ocidental, Estados no nordeste (UTGN) e São Paulo, onde promove, junto aos CTGs, eventos como os Concursos de Prendas, de Peão, Palestras e Cavalgadas, além da Semana Farroupilha, que comemora o 20 de setembro, Dia do Gaúcho.

## História
No Rio Grande do Sul, o MTG foi fundado em 27 de novembro de 1947. No estado, atualmente, são mais de 1 400 entidades filiadas ao MTG, distribuídas em 30 Regiões Tradicionalistas (RT), que abrangem a totalidade dos 500 municípios gaúchos.
No VIII Congresso Tradicionalista, realizado entre 20 e 23 de julho de 1961, no CTG "O Fogão Gaúcho", em Taquara, foi aprovada a Carta de Princípios do Movimento Tradicionalista Gaúcho.

## Objetivos
Dentre os objetivos propostos na carta de princípios do MTG constam:
- Auxiliar o Estado na solução dos seus problemas fundamentais e na conquista do bem coletivo;
- Cultuar e difundir nossa História, nossa formação social, nosso folclore, enfim, nossa Tradição, como substância basilar da nacionalidade;
- Promover, no meio do nosso povo, uma retomada de consciência dos valores morais do gaúcho;
- Facilitar e cooperar com a evolução e o progresso, buscando a harmonia social, criando a consciência do valor coletivo, combatendo o enfraquecimento da cultura comum e a desagregação que resulta;
- Zelar pela pureza e fidelidade dos nossos costumes autênticos, combatendo todas as manifestações individuais ou coletivas, que artificializem ou descaracterizem as nossas coisas tradicionais;
- Revalidar e reafirmar os valores fundamentais da nossa formação, apontando às novas gerações rumos definidos de cultura, civismo e nacionalidade.